# QuarkXPress

Quark logo

QuarkXPress is een computerprogramma dat geschreven is voor de vervaardiging van interactieve, maar vooral voor geprinte en gedrukte media. Met QuarkXPress worden lay-outs gemaakt met alle benodigde typografie, afbeeldingsmateriaal en overige visuele elementen die gebruikt worden in ieder type publicatie. Het programma wordt toegepast in boeken, magazines, glossy's, folders, posters, kranten en catalogi. Met toegevoegde ondersteuning voor e-boek, web en mobiele systemen.
QuarkXPress verscheen op de markt in 1987, voor Apple Macintosh-computers, en pas in 1992 voor Microsoft Windows (versie 3.1). Aanvankelijk leek XPress in de desktoppublishingmarkt weinig voet aan de grond te krijgen wegens het succes van concurrent Adobe PageMaker onder uitgevers. Maar nog vóór de decenniumwisseling vond een snelle en revolutionaire omslag plaats. Grafische vormgevers stapten vanaf die tijd massaal over van uitbestedingen aan lithografen en zetters naar eigen productie met desktoppublishing. In die tijd bracht Quark een aantal belangrijke vernieuwingen aan in de software, zoals het gebruik van zogenaamde XTensions. Hiermee wordt het mogelijk gemaakt om door externe software-schrijvers de functionaliteit van het programma uit te laten breiden. In korte tijd werden talloze XTensions geschreven, zodat iedere gebruiker het programma naar eigen toepassingen kan (laten) samenstellen. Daarnaast was XPress snel en gebruiksvriendelijk, waarmee het gedurende de jaren 90 de facto de standaard was voor de vervaardiging van publicaties.
In 1999 kreeg XPress concurrentie van Adobe InDesign, de opvolger van Adobe PageMaker. Aanvankelijk vormde InDesign geen bedreiging voor XPress, maar vanaf 2002/2003 gingen de grafische Macintosh-gebruikers over op het nieuwe besturingssysteem van Apple: OS X. De hardware die door Apple vanaf 2002 werd geproduceerd ondersteunde namelijk geen oudere besturingssystemen meer, en daarmee ook niet meer de toepassingsprogramma's die voor de oudere systemen waren geschreven. InDesign was inmiddels al geheel herschreven voor OS X, maar dat was bij XPress nog niet het geval, aangezien Quark zich steeds meer was gaan richten op de Intel-markt (Windows). Vele Mac-gebruikers namen hierdoor afscheid van XPress en stapten over op InDesign. Vanaf versie 6 (2004) is XPress beschikbaar voor OS X (macOS). Het programma behield overigens wel een substantieel marktaandeel, maar het succes uit de jaren 90 is tot dusver niet meer behaald.
In 2011 won XPress de Grand Prix (Macworld Award) als winnaar van de 'product van het jaar'-verkiezing. Sinds 2015 wordt XPress jaarlijks met een nieuwe release geleverd. Toen is ook de versie-nummering gewijzigd in het betreffende jaartal: na XPress 10 verscheen XPress 2015.